# San Antonio de Alajuela
San Antonio es un distrito del cantón de Alajuela, en la provincia de Alajuela, de Costa Rica.

## Geografía
San Antonio cuenta con un área de 8,76 km² y una altitud media de 870 m s. n. m.

## Demografía
Para el año 2022, San Antonio cuenta con una población estimada de 24 764 habitantes, y para el último censo efectuado, en 2011, San Antonio contaba con una población de 24 971 habitantes.

## Localidades
- Cabecera: San Antonio de Tejar
- Barrios: Acequia Grande (parte), Bajo Monge, Cañada, Montecillos (parte), Monserrat (parte), Puente Arena (parte), Tejar, Vegas, Villabonita (parte).
- Poblados: Ciruelas, Roble, Sánchez.

## Transporte

### Carreteras
Al distrito lo atraviesan las siguientes rutas nacionales de carretera:
- Ruta nacional 1
- Ruta nacional 27
- Ruta nacional 122
- Ruta nacional 124
- Ruta nacional 721